# A7 (autoestrada)
A A7 é uma autoestrada portuguesa, que liga Póvoa de Varzim com Vila Pouca de Aguiar, ligando as sub-regiões Área Metropolitana do Porto, Ave e Alto Tâmega, pertencendo à Região Norte, tendo uma extensão total de 103,9 km.
O troço Póvoa de Varzim–Guimarães desta autoestrada é paralelo com o troço Esposende–Guimarães da A11. As duas autoestradas juntam-se nas proximidades de Guimarães e seguem um traçado comum ao longo dos 6 km seguintes.
A A7 foi originalmente pensada para ser apenas um ramal que ligasse Guimarães à A3 (em Vila Nova de Famalicão). Com esse objetivo, a construção da A7 foi adicionada à concessão da Brisa em 1991. O primeiro troço (entre Famalicão e Serzedelo) abriu em 1994 e a autoestrada chegou a Guimarães em 1996, ficando com uma extensão de cerca de 20 km. O governo português acabou por decidir prolongar a autoestrada, quer para oeste (até à Póvoa de Varzim), quer para leste (até ao então futuro IP3, que faria a ligação a Chaves). A A7 foi inteiramente concessionada à Aenor (atual Ascendi) em 1999 (por 30 anos), no contexto da concessão Norte, uma concessão que também inclui a A11. O prolongamento da A7 foi concluído em 2005, ficando a autoestrada com um comprimento de 104 km.
A A7 é parte integrante do IC5 e da E805.

## Estado dos troços
| Troço                                                | Situação                                               | km   |
| ---------------------------------------------------- | ------------------------------------------------------ | ---- |
| Póvoa de Varzim ( A 28 ) – Vila Nova de Famalicão    | Em serviço (31 de janeiro de 2005) (Concessão: Norte)  | 20,3 |
| Vila Nova de Famalicão – Serzedelo                   | Em serviço (1994) (Concessão: Norte)                   | 13,1 |
| Serzedelo – Nó Selho ( A 11 )                        | Em serviço (maio de 1996) (Concessão: Norte)           | 4,3  |
| Nó Selho ( A 11 ) – Fafe                             | Em serviço (23 de dezembro de 2005) (Concessão: Norte) | 18,8 |
| Fafe – Cabeceiras de Basto                           | Em serviço (19 de novembro de 2004) (Concessão: Norte) | 20,0 |
| Cabeceiras de Basto – Vila Pouca de Aguiar           | Em serviço (23 de dezembro de 2005) (Concessão: Norte) | 23   |
| Vila Pouca de Aguiar – Vila Pouca de Aguiar ( A 24 ) | Em serviço (27 de julho de 2007) (Concessão: Norte)    | 4    |

O lanço entre Vila Nova de Famalicão e Nó Selho pertenceu à concessão da Brisa até 1999.

## Capacidade

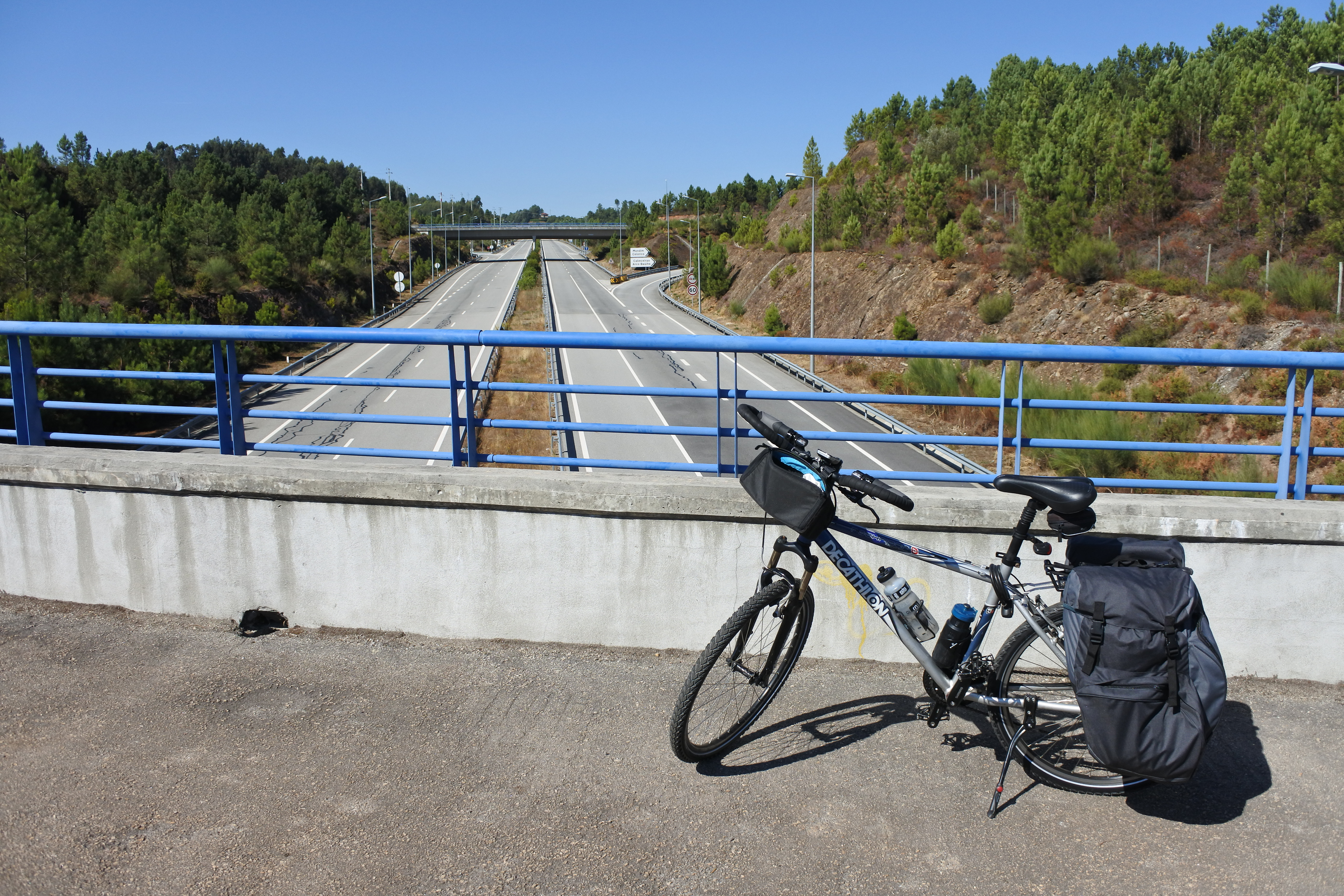
A7 vista da Ecopista do Tâmega, em Arco de Baúlhe.

### Perfil
| Troço                            | Capacidade | Extensão |
| -------------------------------- | ---------- | -------- |
| Póvoa de Varzim – Serzedelo      |            | 33 km    |
| Serzedelo – Guimarães            |            | 5 km     |
| Guimarães – Vila Pouca de Aguiar |            | 66 km    |

A A7 possui ainda uma terceira via de trânsito nos troços com duas vias por sentido, nos casos em que a elevada inclinação o justifica.

### Tráfego[11][12]
| Troço                                           | 2014   | 2019   | 2024   |
| ----------------------------------------------- | ------ | ------ | ------ |
| 1 Vila do Conde A 28 – 3 Rio Mau                | 6.751  | 9.174  | 10.850 |
| 3 Rio Mau – 4 Famalicão                         | 7.085  | 9.596  | 11.179 |
| 4 Famalicão – 5 Porto / Valença A 3             | 16.547 | 21.465 | 24.345 |
| 5 Porto / Valença A 3 – 6 Seide                 | 19.855 | 26.238 | 28.910 |
| 6 Seide – 7 Serzedelo                           | 17.102 | 22.714 | 25.250 |
| 7 Serzedelo – 8 Nó Selho A 11                   | 15.749 | 20.702 | 24.456 |
| 8 Nó Selho A 11 – 9 Guimarães Sul               | 8.498  | 12.595 | 15.478 |
| 9 Guimarães Sul – 10 Nó Calvos/Gémeos A 11      | 9.265  | 13.530 | 16.761 |
| 10 Nó Calvos/Gémeos A 11 – 11 Fafe              | 6.285  | 7.994  | 9.371  |
| 11 Fafe – 12 Cabeceiras de Basto                | 5.902  | 6.932  | 7.605  |
| 12 Cabeceiras de Basto – 13 Ribeira de Pena     | 5.165  | 5.798  | 6.165  |
| 13 Ribeira de Pena – 14 Chaves / Vila Real A 24 | 4.674  | 5.023  | 5.521  |
| Tráfego médio diário                            | 8.099  | 10.370 | 11.791 |

## Saídas

### Póvoa de Varzim – Vila Pouca de Aguiar
| Saída                                        | km  | Nome da saída                                                                 | Estrada que liga |
| -------------------------------------------- | --- | ----------------------------------------------------------------------------- | ---------------- |
|                                              | 0   | Vila do Conde / Póvoa de Varzim (sul)                                         | N 206            |
| 1                                            | 0   | Viana do Castelo / Póvoa de Varzim (norte) Vila do Conde (sul) / Porto / Maia | A 28             |
| 2                                            | 1   | Mata (Touguinha) acesso local                                                 | N 206            |
| Praça de Portagem de Rio Mau (km 2)          |     |                                                                               |                  |
| 3                                            | 3   | Rio Mau                                                                       | N 206            |
| 4                                            | 20  | Famalicão Trofa                                                               | N 14             |
| 5                                            | 21  | Valença / Braga Porto / Santo Tirso                                           | A 3              |
| 6                                            | 25  | Seide Vermoim                                                                 |                  |
| 7                                            | 33  | Serzedelo Riba de Ave                                                         |                  |
| 8                                            | 38  | Guimarães (oeste) Braga                                                       | A 11             |
| 9                                            | 42  | Guimarães (sul) Vizela                                                        | N 105            |
| 10                                           | 46  | Felgueiras Porto Amarante                                                     | A 11             |
| 11                                           | 56  | Fafe                                                                          | N 206            |
| 12                                           | 76  | Cabeceiras de Basto Celorico de Basto Mondim de Basto                         | N 210            |
| 13                                           | 89  | Ribeira de Pena                                                               | N 312            |
| Praça de Portagem de Ribeira de Pena (km 89) |     |                                                                               |                  |
| 14                                           | 104 | Chaves Vila Real / Vila Pouca de Aguiar                                       | A 24             |
|                                              |     | direcção Pópulo Miranda do Douro                                              | A 4 IP 2         |

## Áreas de serviço
- Área de Serviço de Seide (km 23)
- Área de Serviço de Fafe (km 54)
- Área de Serviço do Alvão (km 97)